# Kartometrie
Als Kartometrie wird die Messung und Übertragung (Kartierung) geometrischer Größen (Strecken, Flächen, Winkel) auf thematischen und topografischen Karten bezeichnet.
Im weiteren Sinn kann Kartometrie neben geometrischen noch weitere Größen (Farben, Formen und Linienstrukturen wie Geländekanten oder Böschungen) betreffen. Aus Kartogrammen sind – bei Vorhandensein einer entsprechenden Maßstabsleiste – statistische Daten entnehmbar. 
Zur Längenmessung entlang gekrümmter oder geschwungener Linien dient das Kurvimeter (bzw. Kurvenmesser) oder der Stechzirkel, für Richtungen ein kartometrischer Winkelmesser oder unmittelbar im Gelände auch der Kompass. Die direkte Entnahme von in die Karte gedruckten Zahlen (z. B. Meerestiefen) zählt hingegen nicht zur Kartometrie, ebenso wenig die freiäugige Schätzung von Strecken oder Richtungen, etwa beim Orientierungslauf.
Mit einem Planimeter können Flächen direkt in Karten gemessen werden, indem die gesuchte Fläche mit dem Messrad umfahren wird. Oft werden auch Geländedaten wie Exposition und Hangneigung nicht vor Ort, sondern kartometrisch ermittelt.
Die Messgenauigkeit von geraden Strecken beträgt 0,1 bis 0,2 mm. Die tatsächliche Genauigkeit der Messung hängt jedoch auch vom Grad der Generalisierung der Karte ab, der bei kleinen Maßstäben zunimmt. Genaue Kartometrie ist meist nur an Gewässern, Kirchen, Gebäudesignaturen und Höhen- bzw. TP-Punkten möglich, während Bahnlinien um etwa 0,5 mm, Straßen bis 1 mm verschoben sein können.